# Virgulicoccus americanus
Virgulicoccus americanus är en insektsart som först beskrevs av Leonardi 1911.  Virgulicoccus americanus ingår i släktet Virgulicoccus och familjen Lecanodiaspididae. Inga underarter finns listade i Catalogue of Life.